# Association sportive de Bondy (handball)
Dernière mise à jour : 16 juillet 2020.
La section handball de l'Association sportive de Bondy est un club français de handball basé à Bondy en Seine-Saint-Denis. Le club est notamment connu pour sa section féminine qui a évolué plusieurs saisons en première division du championnat de France dans les années 1990 et 2000.

## Histoire

### Le handball à Bondy
La ville de Bondy a été l'un des précurseurs du handball en France,. Ainsi, l'Association sportive ouvrière de Bondy a compté de bonnes équipes masculines et a eu sa période de gloire grâce à ses féminines, vainqueurs du Championnat de France de handball à onze en 1944 (zone nord) et 1945. Parmi les joueuses, Mme Boestscher a évolué cinq fois en équipe de France. Dès l'implantation du handball à 7 la reconversion commence à s'opérer et l'ASO participe notamment à la première édition du Championnat de France féminin de handball à sept en 1951-1952 où le club se qualifie pour les huitièmes de finale mais est éliminé à ce stade. Par la suite, un titre de champion de Paris honneur est remporté par les seniors masculins.
La saison 1956-57 voit la disparition de l'ASO Bondy qui est remplacé dès la saison 1958-59 par l'Union sportive municipale de Bondy avec une cinquantaine de membres. En 1967, les hommes, entraînés par l'ancien international Michel Pichot, terminent premier de leur poule de Nationale 2 et sont promus en Championnat de France. Malgré une belle 6e place de sa poule, l'USM Bondy est relégué du fait du passage de 32 à 16 clubs. Claude Sagna, la « perle noire du handball », et Gérard Tancrez futur arbitre international, ont évolué pour l'USM. Par la suite, le club subit une dégringolade à tous les niveaux : dissensions entre dirigeants, contre-performances, baisse des effectifs...

### L'AS Bondy
Mais ce n'est pas ce bilan qui a abouti à la création du club omnisports de l'Association sportive de Bondy en 1978. C'est une mutation beaucoup plus profonde qui porte sur l'ensemble du club. Avec une subvention municipale de dix millions FRF pour treize sections, l'ex-USM vivotait à l'image de beaucoup de clubs. Et puis les élections municipales de 1977 voient arriver à Bondy un nouveau maire, le sénateur Claude Fuzier. Celui-ci s'intéresse beaucoup au sport et le tient pour un élément important du cadre de vie. Il se trouve que sa ville est très en avance dans le domaine de ses équipements et n'a pratiquement plus d'investissement important à faire et toutes les disponibilités financières vont être mises au service du sport avec le souci particulier d'en permettre le libre accès à tous les habitants de la ville, sportifs licenciés ou non... Dans la pratique, il a été décidé de donner une tout autre dimension au club municipal existant et il a fallu pour cela en modifier les structures, d'où son changement d'appellation : l'USM est donc devenue l'Association sportive de Bondy, tout en demeurant une classique association du type 1901.
Il faudra attendre la fin des années 1990 pour voir la section de handball obtenir des résultats notables. Finalistes du Championnat de France de D2 en 1996, les féminines obtiennent ainsi sa promotion en première division du championnat de France mais sont reléguées au terme de la saison 1996/97. Champion de France de D2 en 1998, le club retrouve l'élite et est alors organisée autour de quatre « dinosaures » du handball féminin : Svetlana Mugoša-Antić, championne du monde et olympique avec l´ex-Yougoslavie, Anikó Meksz, l´ancienne gardienne de but de l´équipe hongroise, Éva Erdős, recordwoman des sélections en Hongrie, et l´Algérienne Nabila Chibani. Le club s'appuie également sur les recrutements de Stella Joseph-Mathieu, Nathalie Macra, Paula Gondo et Feriel Choukri, même si les deux dernières sont bloquées en Afrique en début de saison.
Le club termine alors 6e du Championnat de France et obtient son maintien dans l'élite qu'elle ne quittera qu'en 2003. Entre-temps, le club termine à la 6e place du Championnat de France 2000/01 ce qui lui permet de se qualifier pour une coupe d'Europe, la Coupe Challenge (C4). Opposé à un autre club français, le SA Mérignacais, au premier tour de cette Coupe Challenge, l'AS Bondy est éliminé selon la règle du nombre de buts marqués à l'extérieur. Puis le club termine bon dernier du Championnat de France 2002-2003 et est ainsi relégué en Championnat de France de D2.

## Palmarès
compétitions internationales
- premier tour de la Coupe Challenge (C4) en 2002

compétitions nationales
- Championnat de France de handball à onze (2) :
  - Vainqueur en 1944 (zone nord) et 1945
- Championnat de France de D2 (1) :
  - Vainqueur en 1998
  - Finaliste en 1996
- Coupe de France
  - Demi-finaliste en 2002
- Championnat de France
  - 6e place en 1999, 2000 et 2001

| Saison    | Niv. | Rang      | Commentaire                                                                       |
| --------- | ---- | --------- | --------------------------------------------------------------------------------- |
| 1995-1996 | 2    | 2e        | Promu                                                                             |
| 1996-1997 | 1    | 9e ou 10e | Relégué                                                                           |
| 1997-1998 | 2    | 1re       | Promu                                                                             |
| 1998-1999 | 1    | 6e        | -                                                                                 |
| 1999-2000 | 1    | 6e        | -                                                                                 |
| 2000-2001 | 1    | 6e        | -                                                                                 |
| 2001-2002 | 1    | 7e        | Demi-finaliste de la Coupe de France 1er tour de la Coupe d'Europe Challenge (C4) |
| 2002-2003 | 1    | 12e       | Relégué                                                                           |
| 2003-2004 | 2    | ?e        | -                                                                                 |

## Personnalités liées au club
- Nabila Chibani, joueuse jusqu'en 1999
- Feriel Choukri
- Tzvetelina Demirev, joueuse de décembre 1998 à 200x, meilleure marqueuse du championnat de France en 2000, 2001 et 2002[7]
- Alimata Dosso
- Éva Erdős, arrière gauche, de 1998 à ?
- Paula Gondo, pivot, de 1998 à 2000
- Alexandra Hector, gardienne de but de 2002 à 2003
- Stella Joseph-Mathieu, joueuse de 1998 à 2000
- Fayza Lamari, joueuse de 1990 à 2001
- Stéphanie Ludwig, joueuse de 1996 à 1998
- Nathalie Macra, joueuse de 1998 à 2000
- Anikó Meksz, gardienne de but de 1996 à 1999
- Svetlana Mugoša-Antić, internationale autrichienne, joueuse de 1996 à 2000